# José Hernández Clemente
José Guadalupe Hernández Clemente (León, Guanajuato, México, 21 de abril de 1999) es un futbolista mexicano, juega como Lateral izquierdo o también de Extremo izquierdo y su actual equipo es el Club Jaiba Brava de la Liga de Expansión MX.

## Estadísticas

### Clubes
Actualizado al último partido jugado el 24 de agosto de 2024.
| América · México | 1.ª           | 2018-19       | 4   | 0  | 8  | 1 | - | - | 12  | 1  |
| América · México | Total club    | Total club    | 4   | 0  | 8  | 1 | - | - | 12  | 1  |
| C. Atlético Zacatepec · México | 2.ª           | 2019-20       | 8   | 1  | 2  | 0 | - | - | 10  | 1  |
| C. Atlético Zacatepec · México | Total club    | Total club    | 8   | 1  | 2  | 0 | - | - | 10  | 1  |
| Cancún F. C. · México | 2.ª           | 2020-21       | 29  | 5  | -  | - | - | - | 29  | 5  |
| Cancún F. C. · México | Total club    | Total club    | 29  | 5  | -  | - | - | - | 29  | 5  |
| Atl. San Luis · México | 1.ª           | 2021-22       | 16  | 0  | -  | - | - | - | 16  | 0  |
| Atl. San Luis · México | Total club    | Total club    | 16  | 0  | -  | - | - | - | 16  | 0  |
| Mineros · México | 2.ª           | 2022-23       | 34  | 4  | -  | - | - | - | 34  | 4  |
| Mineros · México | 2.ª           | 2023-24       | 34  | 3  | -  | - | - | - | 34  | 3  |
| Mineros · México | 2.ª           | 2024-25       | 5   | 0  | -  | - | - | - | 5   | 0  |
| Mineros · México | Total club    | Total club    | 73  | 3  | -  | - | - | - | 73  | 3  |
| Total carrera | Total carrera | Total carrera | 130 | 13 | 10 | 1 | - | - | 140 | 14 |
| (1) Incluye datos de la Fase regular y de rondas de postemporada (liguilla en México); (2) Incluye datos de la Copa México / Campeón de Campeones; |               |               |     |    |    |   |   |   |     |    |

## Palmarés

### Campeonatos nacionales
| Título      | Club    | País   | Año  |
| ----------- | ------- | ------ | ---- |
| Copa México | América | México | 2019 |